# Penitenciaría de Estados Unidos, Allenwood
La Penitenciaría de los Estados Unidos, Allenwood (USP Allenwood) es una prisión federal de máxima seguridad de los Estados Unidos ubicada en Pensilvania. Es parte del Complejo Correccional Federal de Allenwood (FCC Allenwood) y es operado por la Agencia Federal de Prisiones, una división del Departamento de Justicia de los Estados Unidos.
FCC Allenwood se encuentra sobre la ruta estadounidense 15 en el municipio de Gregg, condado de Union,  cerca de White Deer. Se encuentra aproximadamente a medio camino entre las ciudades de Williamsport y Lewisburg y aproximadamente 75 millas (120,7 km) al norte de Harrisburg, la capital del estado.

## Instalaciones y programas
USP Allenwood tiene cuatro unidades de vivienda de dos niveles, cada una de las cuales consta de cuatro rangos de 16 celdas alrededor de una sala central donde los reclusos pueden congregarse durante los horarios en que se les permite salir de sus celdas. La mayoría de las celdas albergan a dos reclusos cada una. Las instalaciones recreativas y de asesoramiento están ubicadas junto a las unidades de vivienda. El perímetro exterior está asegurado por una doble línea de vallas con alambre de púas enrollado en el suelo entre las vallas. La valla interior está equipada con un sistema perimetral de detección de intrusos y un camino para vehículos patrulla discurre a lo largo de la valla exterior. Los agentes penitenciarios vigilan seis torres de vigilancia en cada esquina de la valla de seguridad y una séptima dentro de la valla.
Los programas educativos incluyen GED, ESL, educación continua para adultos, capacitación vocacional, clases por correspondencia y clases universitarias nocturnas. Los reclusos trabajan en una fábrica de tapicería de UNICOR y en trabajos de mantenimiento institucional como servicio de alimentación y reparación de edificios. También se encuentran disponibles servicios de tratamiento médico, psicológico y de drogas.

## Incidentes notables

### Asesinato de 1996
En abril de 1996, el recluso de la USP Allenwood, David Paul Hammer, supuestamente estranguló hasta la muerte a su compañero recluso Andrew Hunt Marti con un trozo de cuerda casera. Hammer y Martí eran compañeros de celda en la Unidad de Vivienda Especial, donde se encuentran reclusos especialmente violentos. Escribiendo en un sitio web dedicado a su caso en 2001, Hammer no pudo "atribuir ningún motivo" a sus acciones. Hammer, un criminal de carrera que cumplía una sentencia de 1.200 años por delitos como hurto, disparar con intención de matar, secuestro y amenazas de bomba, posteriormente se declaró culpable del asesinato de Martí y fue sentenciado a muerte en la silla eléctrica. 
La sentencia de muerte quedó anulada en 2006 después de que un juez federal determinara que los fiscales retuvieron pruebas durante la fase de sanción que habrían reforzado la afirmación de Hammer de que él y Martí estaban teniendo relaciones sexuales consensuales. En julio de 2014, otro juez federal estuvo de acuerdo y dictaminó que una sentencia de cadena perpetua era apropiada basándose en múltiples circunstancias, incluida la aceptación de responsabilidad y el arrepentimiento de Hammer, su extenso historial familiar de disfunción, abuso y enfermedad mental, sus discapacidades mentales y emocionales y su autocontrol. mejora, citando específicamente los escritos de Hammer dirigidos a niños en riesgo y aconsejándolos contra la participación en conductas delictivas. 

### Asesinato de 2005
El 28 de septiembre de 2005, los reclusos de la USP Allenwood, Ritz Williams (47085-008) y Shawn Cooya (48896-008), apuñalaron diez veces a otro recluso, Alvin Allery, de 50 años, con un cuchillo casero y le patearon repetidas veces en la cabeza. y el torso, provocando la muerte de Allery. Williams y Cooya ya estaban cumpliendo largas sentencias, Williams por asesinato y Cooya por violaciones de armas. Una investigación posterior reveló que Williams y Cooya planearon el ataque con antelación. En 2013, Williams y Cooya se declararon culpables de asesinato en primer grado y fueron sentenciados a cadena perpetua sin posibilidad de libertad condicional.   En marzo de 2022, Williams está actualmente encarcelado en USP Victorville y Cooya está en ADX Florence.

### Ataque de 2020
El 7 de diciembre de 2020, dos funcionarios penitenciarios resultaron heridos después de que uno de ellos fuera apuñalado en el cuello y en un ojo por Abdulrahman el Bahnasawy (75868-054), un canadiense condenado por delitos relacionados con el terrorismo en 2016. Ambos agentes fueron trasladados en ambulancia al Centro Médico Geisinger en Danville y sobrevivieron; uno de ellos perdió un ojo.     En abril de 2021, El Bahnasawy fue transferido al ADX Florence.